# Lætitia Moussard
Lætitia Moussard, coniugata Loubens (Tolosa, 2 luglio 1971), è un'ex cestista francese.

## Carriera
Con la Francia ha disputato i Giochi olimpici di Sydney 2000, due edizioni dei Campionati mondiali (1994, 2002) e tre dei Campionati europei (1993, 1999, 2001).